# Orvosok Határok Nélkül
Az Orvosok Határok Nélkül napjaink egyik legnagyobb, 1971-ben alakult nemzetközi segélyszervezete. A független segélyszervezet orvosi segítséget nyújt a háborús konfliktusok, a járványok, a természeti és az emberek által okozott katasztrófák áldozatainak, valamint mindazoknak, akik a nagy földrajzi távolság vagy etnikai helyzetük miatt nélkülözik a megfelelő egészségügyi ellátást. Nemzetközi viszonylatban többnyire a francia megjelölést – Médecins sans Frontières, rövidítése MSF – vagy angol fordítását – Doctors Without Borders  – használják.
1971-ben francia orvosok egy csoportja alapította a segélyszervezetet a biafrai háború szörnyűségeire reagálva. A szervezet dolgozóinak többsége orvos és ápoló, de más szakterületek képviselői is aktívan támogatják az MSF-t. Genfi székhelyű központ irányítja az Orvosok Határok Nélkül nemzetközi hálózatát, ami 19 szekcióból áll. Évente közel 3000 orvost, ápolónőt, szülésznőt és logisztikust toboroznak a projektek részére. Mintegy 1000 állandó alkalmazott foglalkozik az önkéntesek toborzásával, a pénzügyek kezelésével és a médiával való kapcsolattartással. A szervezetnek a kormányoktól való függetlenségét az szavatolja, hogy éves költségvetésének kb. 80%-a magánadományokból, az Egyesült Nemzetek Szervezetének különféle testületeitől és egyéb nemzetközi intézményektől származik és csupán 20%-a fedeződik állami, illetve gazdasági pénzekből.
Az MSF több mint 70 országban tart fenn egészségügyi központokat és biztosít orvosi továbbképzést. A segélycsoport projektjei széles körű tevékenységet ölelnek fel: a gyógyítás és betegellátás mellett vállalják kórházak és egészségközpontok építését illetve újjáépítését, mobil klinikák felállítását, menekülttáborok ellátását, pszichológiai gondozást, kutak építését és tisztítását, valamint a lakosság egészségügyi felvilágosítását és a helybeli munkatársak továbbképzését.
1996-ban az MSF lett a Seoul Peace Prize kitüntetettje.
A szervezet „több kontinensen végzett úttörő humanitárius tevékenységéért” 1999-ben Nobel-békedíjat kapott.

## Alapelvek
A szervezet alapelvei az alapító okiratban vannak rögzítve.
A segélyszervezet önkéntes munkatársai tevékenységüket a semlegesség elve szerint, pártatlanul, részrehajlás nélkül végzik, munkájukat nem befolyásolhatják politikai, gazdasági vagy vallási tényezők: csak ez teszi lehetővé a hatékony humanitárius segítségnyújtást. Az önkéntes orvosok kötelezettséget vállalnak arra, hogy betartják az egyetemes orvosi etika és a szakmai erkölcs szabályait. Az önkéntesek tudatában vannak annak a kockázatnak és veszélynek, amellyel munkájuk vállalása jár, s tevékenységükért nincs joguk maguknak vagy hozzátartozóiknak más kártérítést, kompenzációt vagy juttatást kérni, mint amelyet a szervezet megengedhet.

### A rászorulók szócsöve
Abban az esetben, ha egy konfliktushelyzetben a civil lakosság jogait lábbal tiporják és az állam megtagadja a segítséget, az Orvosok Határok Nélkül kiáll az emberi jogok védelmében. Bár a segélyszervezet az alapokirat elvei szerint kötelezi magát a semlegességre, pártatlanságra és függetlenségre, kivételes helyzetekben mégis feladja semleges pozícióját, állást foglal és a rászorulók szócsöve lesz.
Amennyiben az önkéntesek munkájuk során azt tapasztalják, hogy a civil lakosság jogai sérülnek, tájékoztatják a nyilvánosságot az emberi jogok megsértéséről. Az MSF fontos feladatának tartja, hogy tanú legyen (witnessing), vagyis felhívja a figyelmet a segítségre szorulókra. A nyilvánosságra hozatal nem minden esetben ment emberéletet, de a szervezet meggyőződése, hogy a hallgatás, illetve elhallgatás növeli az áldozatok számát.
A nyilvános kritika az utolsó eszköz, amihez az MSF folyamodik. A segélyszervezet dolgozói először az illetékesekkel folytatott közvetlen megbeszéléseken és diplomáciai csatornákon keresztül próbálják tisztázni a hatalmi visszaéléseket és megállítani azt; a kiküldött munkatársak jelentései alapján születik döntés az MSF-központban arról, hogy a szervezet tovább lobbizik vagy nyilvános kampányt indít (amennyiben az az áldozatok érdekét segíti), vagy visszavonulást kezdeményez. A gyakorlati humanitárius munkák során gyakran elég nehéz megtalálni a witnessing és a semlegesség közötti megfelelő utat.
A szervezet semlegességhez való hozzáállása különbözteti meg a MSF-t a Nemzetközi Vöröskereszttől. Bernard Kouchner, az Orvosok Határok Nélkül egyik alapító tagja szavai szerint a szervezet mindig pártatlan, de nem mindig semleges.

## Története

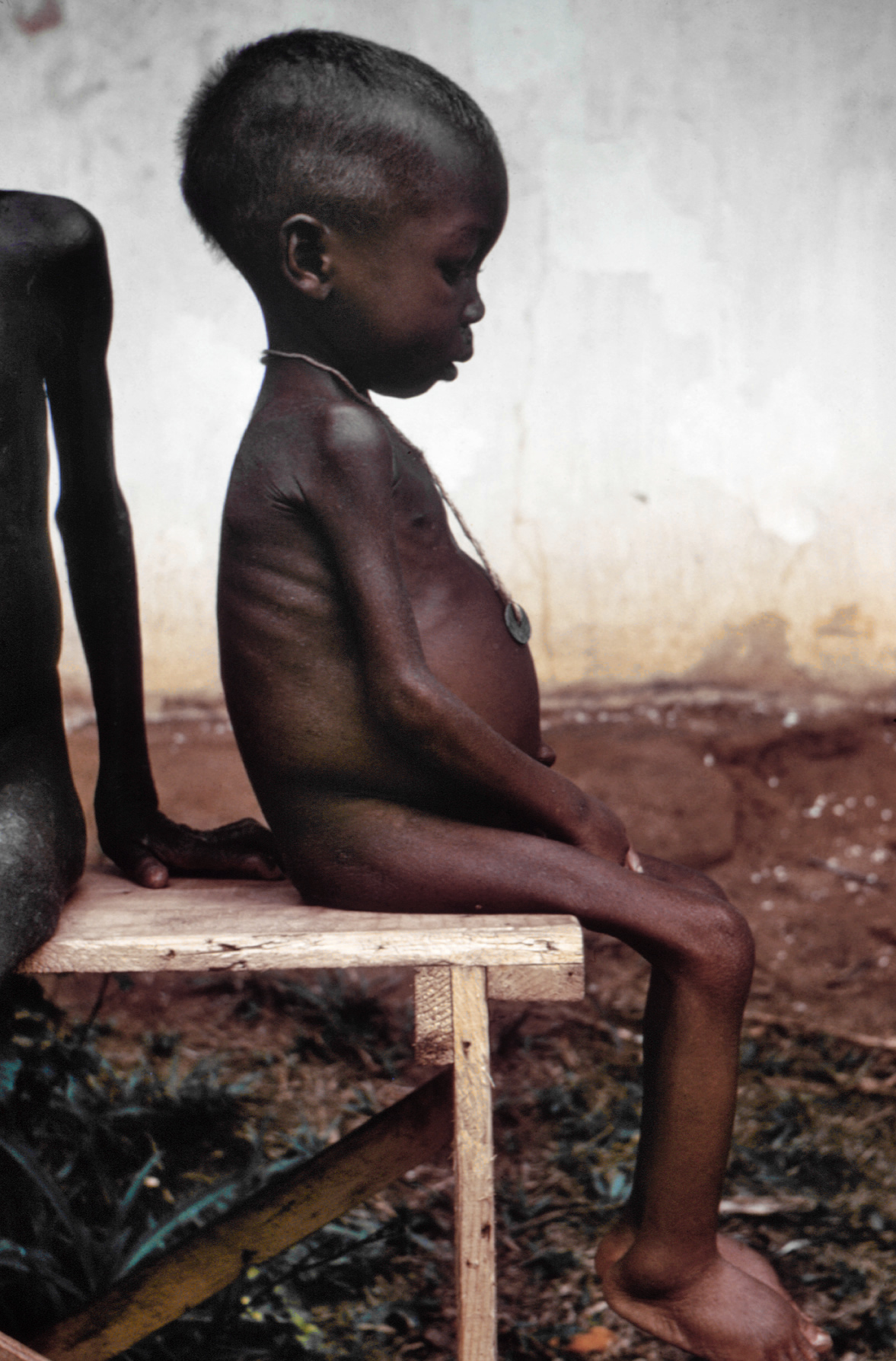
Kwashiorkor-kórban szenvedő gyermek a nigériai polgárháború idején

### Az alapítás előzményei
Már korábban is léteztek segélyszervezetek, amelyek a segítségre szoruló lakosságnak orvosi segítséget nyújtottak és élelmiszerellátást biztosítottak. Ilyen volt az 1942-től működő Oxfam, ami élelmiszerkészleteket és egészségügyi ellátást biztosított a rászorulóknak, vagy az 1863-ban megalakult Nemzetközi Vöröskereszt (Vöröskereszt Nemzetközi Bizottsága), amely elsőként szervezte meg a nagy tömegeket érintő természeti csapások, illetve háborúk áldozatainak egészségügyi és anyagi támogatását. A második világháború után viszont bírálat érte a Vöröskeresztet, miszerint nem vállalt felelősséget a holokauszt tekintetében.

### Biafra
A kőolajban gazdag Biafra 1967. május 30-án kiáltotta ki a lagosi központú nigériai kormánytól való függetlenségét és a Biafra Köztársaság létrejöttét. Ezzel véres polgárháború vette kezdetét, mivel az állam- és kormányfőként 1966 júliusa óta hivatalban levő Yakubu Gowon ezredes mindenáron vissza akarta szerezni a területet. A biafrai háború idején (1967–1970) a nigériai katonahatalom blokádot rendelt el az ország délkeleti részében található Biafra ellen. Franciaország volt az egyetlen ország, amely a biafrai lakosságot támogatta. Nagy-Britannia, az Egyesült Államok és a Szovjetunió Nigéria pártjára álltak. A blokád alatt álló biafrai lakosok helyzete a külvilág számára teljesen ismeretlen volt. Egy csapat francia orvos – köztük Bernard Kouchner – a francia Vöröskereszttel együtt önkéntesen jelentkezett arra a feladatra, hogy a megszállás alatt lévő Biafrában kórházakban és élelmiszer-ellátóhelyeken dolgozzanak.
A Biafrába érkezett önkéntesek, az egészségügyi és kórházi dolgozókat is beleértve, tudatában voltak annak, hogy munkájuk milyen veszélyekkel jár: a nigériai hadsereg támadásai őket sem kímélték. Tanúi voltak annak, amint civileket gyilkoltak meg és amint civilek, köztük nagyon sok gyermek éhen halt. Amikor Kouchner visszatért Franciaországba, nemcsak a nigériai kormányt vádolta az emberi jogok megsértésével, de a Vöröskeresztet is bírálta: a szükségállapotban kinyilvánított állandó semlegessége miatt cinkossággal vádolta a segélyszervezetet. Francia orvosok támogatásával sikerült felhívnia a média figyelmét a biafrai régióra, és a világ népeit nemzetközi szintű felelősségvállalásra szólította fel. Kouchner és az őt támogató orvosok meg voltak győződve arról, hogy egy olyan segélyszervezetre van szükség, amelyben az áldozatok egészsége, illetve sorsa elsőbbséget élvez a politikai és vallási érdekekkel szemben.

### Alapítás: 1971

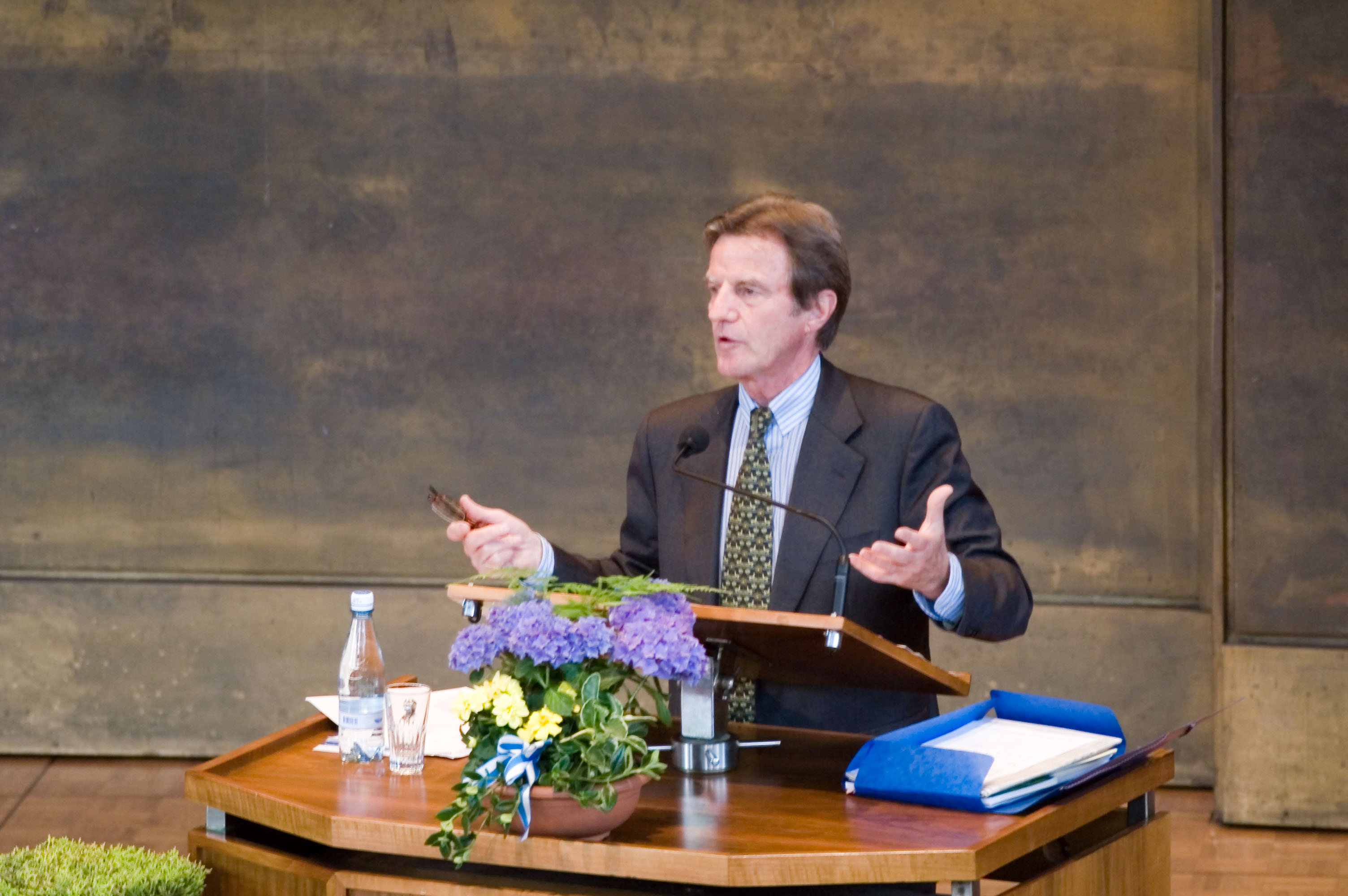
Bernard Kouchner, az MSF egyik alapító tagja és első elnöke

A Groupe d’Intervention Médicale et Chirurgicale en Urgence-t (katasztrófa sújtotta területen végrehajtott orvosi és sebészeti beavatkozásokra létrehozott csoport) 1970-ben egykor Biafrában dolgozó francia orvosok alapították, hogy segítséget nyújtsanak és kihangsúlyozzák az áldozatok jogainak elsőbbségét a semlegességgel szemben.
1970-ben a Bhola-ciklon következtében az alacsonyan fekvő szigeteket teljesen elöntötte a víz, egész falvak tűntek el, a termés megsemmisült, a ciklon 500 000 halálos áldozatot követelt Kelet-Pakisztánban (ma Banglades). Ennek hatására hozta létre Raymond Borel, a TONUS című orvosi magazin kiadója, a Secours Médical Français (francia orvosi katasztrófasegítség) nevű szervezetet. Borel olyan orvosokat keresett, akik a természeti katasztrófák sújtotta áldozatoknak nyújtanak segítséget. 1971. december 20-án Borel, Kouchner és kollégáik Médecins Sans Frontières néven egyesítették a két szervezetet.
A szervezet első bevetése Nicaragua fővárosában, Managuában történt: 1972. december 23-án egy földrengés elpusztította a város nagy részét 10 000 halálos áldozatot követelve. Az első hosszabb ideig tartó segítségnyújtásra 1974 szeptemberében került sor Hondurasban, ahol a Fifi nevű hurrikán végzett nagy rombolást.
Miután Dél-Vietnám elbukott Észak-Vietnámmal szemben 1975 és 1979 között, kambodzsaiak milliói menekültek Thaiföldre a Vörös Khmerek elől. Az Orvosok Határok Nélkül szervezete első alkalommal hozott létre egy menekülttábort Thaiföldön. Amikor 1989-ben a vietnámi csapatok kivonultak Kambodzsából, a segélyszervezet hosszútávú segítségnyújtást indított a Killing Fields túlélői számára, illetve azzal a céllal, hogy megszervezzék az ország egészségügyi ellátását. Bár a thaiföldi részvétel célja a háború áldozatainak segítése volt, a délkelet-ázsiai tevékenységet az MSF első háborús bevetésének tekintik.
A nemzetközi közvélemény 1976-ban, a bejrúti síita-keresztény konfliktus kirobbanásakor figyelt fel a szervezetre: az Orvosok Határok Nélkül önkéntesei a libanoni polgárháború idején (1976–1984) libanoni kórházakban sebészeti beavatkozásoknál nyújtottak segítséget.

### 1977: új vezetőség
1977-ben Claude Malhuret-t nevezték ki az Orvosok Határok Nélkül segélyszervezet elnökének. Malhuret és támogatói elutasították a témoignage (witnessing, tanúság) koncepcióját: azon a véleményen voltak, hogy a segélyszervezet nem bírálhatja azon államok kormányait, ahol a szervezet segítséget nyújt. Kouchner viszont azt gondolta, hogy egy országban uralkodó nyomor dokumentálása a legjobb lehetőség a problémák megoldására. A witnessing, vagyis a háborús bűntettek nyilvánosságra hozatalának kérdése megosztotta az MSF-t.
Az 1979. évi dél-vietnámi események után francia értelmiségiek (többek között Raymond Aron, Jean-Paul Sartre) tiltakozást jelentettek meg a Le Monde balliberális újság lapjain, amelyet Kouchner is aláírt. Aláírásukkal az „Egy hajó Vietnámnak” („A boat for Vietnam”) projektet támogatták, azzal a céllal, hogy orvosi segítséget nyújtsanak a menekülteknek, akik közül sokan hajókon próbálták elhagyni az országot (boat people). Az Orvosok Határok Nélkül tagjainak többsége nem támogatta a projektet, Kouchner mégis kibérelte a „L'ile de Lumière” (A fény szigetei) nevű kórházi hajót, és orvosokkal, újságírókkal, valamint fényképészekkel együtt a Dél-kínai-tengerhez (Bidong-szigetek, Malajzia és Anambas-szigetek, Indonézia) utazott. A „bevetés” sikeresnek bizonyult ugyan, de a szervezet továbbra sem támogatta a projektet, azon kívül az esemény „Boat for St. Germain des Pres” néven gúny tárgya lett a párizsi francia liberális elit elegáns városnegyedére utalva.
Kouchner kilépett az MSF-ből és 1980 márciusában 15 másik orvossal egy új szervezetet hozott létre Médecins du Monde (a világ orvosai) néven. Az új segélyszervezet sokban hasonlít az Orvosok Határok Nélkül csoporthoz, ezért gyakran egymás mellett nyújtanak segítséget a rászoruló országokban.
1982-ben Malhuret és Rony Brauman bélyegsorozatot adattak ki, ami elősegítette az adományok gyűjtését, és amivel sikerült rendezni a szervezet anyagi helyzetét. Ugyanebben az évben Braumant választották a segélyszervezet új elnökévé. Az 1980-as években operatív kirendeltségeket hoztak létre más országokban is (1980: Belgium; 1981: Svájc; 1984: Hollandia; 1986: Spanyolország, Luxemburg).
Malhuret és Brauman számos változtatást hajtottak végre a szervezetben Kouchner távozása után.

### Az 1990-es évek
Az 1990-es évek elején további szekciók jöttek létre (Görögország, USA 1990; Kanada 1991; Japán 1992; Nagy-Britannia, Olaszország, Németország 1993; Ausztrália, Ausztria 1994, valamit Dánia, Svédország, Norvégia, Hongkong és Egyesült Arab Emírségek). Az 1990-es években végrehajtott segélyakciók a legveszélyesebbek és legszörnyűbbek közé tartoztak, amiben a szervezet önkéntesei valaha is részt vettek.

## Segélyakciók megszervezése

### Projektstart
Amint az Orvosok Határok Nélkül jelentést kap egy komoly válságról és mielőtt kivonulna orvosaival és segítőivel egy országba, a szervezet egy csoportja – általában egy egészségügyi szakember és egy logisztikus – a helyszínre megy, hogy a lehető legrövidebb idő alatt feltérképezze a területet és információt gyűjtsön a humanitárius katasztrófa adottságairól, a válság hátteréről, a lakosságról, a lakosság igényeiről, a helyi biztonsági viszonyokról, az infrastruktúráról, a helyi rendelkezésre álló eszközökről, a potenciális helyi partnerekről és a logisztikai végrehajthatóságról. A team által elkészített jelentés alapján születik döntés a segítségnyújtásról, amelyben a következő kritériumok mérvadóak:
- Halálozási arány
  - halálozási arány > 1 haláleset/10 000 fő/nap → akut katasztrófahelyzet
  - halálozási arány > 5 haláleset/10 000 fő/nap → extrém katasztrófahelyzet

- összehasonlításul: Magyarországon a halálozások száma 13/1 000 fő/év
- A válság alakulása:
  - esetleg súlyosbodik a válsághelyzet,
  - nő vagy csökken a segítségre szoruló emberek száma,
  - hogyan alakulnak az időjárási viszonyok (például esős évszak idején menekültválság esetén számolni kell hasmenéses és maláriás megbetegedésekkel).
- A segítségnyújtás esetleges következményei:
  - hogyan reagál a lakosság az idegen befolyásra,
  - hogyan reagál a helyi kormányzat az idegen segítségre.
- Biztonsági feltételek:
  - szavatolható-e az Orvosok Határok Nélkül dolgozóinak biztonsága,
  - szükség van-e különleges biztonsági intézkedésekre.
- A szükséges önkéntesek száma és képzettsége:
  - a legtöbb küldetés célja az orvosi, illetve egészségügyi segítségnyújtás – ebben az esetben több egészségügyi dolgozóra van szükség,
  - a misszió feladata lehet az ivóvíz- és élelmiszerellátás biztosítása is járványok elkerülése céljából – ebben az esetben víztisztító berendezések és kutat építéséhez értő szakemberek kellenek.
- Finanszírozás.

### A team
Egy segélyakció „legénysége” általában néhány, a kiküldetés részeit irányító koordinátorból (területi, illetve logisztikai koordinátor) és egy projektvezetőből áll, akinek a feladata a médiával, a helyi kormányzattal és más humanitárius szervekkel való kapcsolattartás.
Az egészségügyi önkéntesek között belgyógyászok, sebészek, ápolók és más szakemberek vannak, akik rendszerint mind képesítéssel rendelkeznek a trópusi betegségekkel kapcsolatban és a járványtanban. Az egészségügyi segítségnyújtás mellett a helyi orvosok iskoláztatásával, illetve továbbképzésével is foglalkoznak.
Bár egy-egy misszió során a médiában az orvosok kapják a legtöbb figyelmet, rajtuk kívül számos önkéntes jelen van, akik arról gondoskodnak, hogy a küldetés működőképes legyen. A logisztikusok a csapat legfontosabb tagjai közé tartoznak: ők felelősek azért, hogy minden szükséges orvosi felszerelés, biztonsági berendezés, jármű, élelmiszer- és áramellátás a megfelelő mennyiségben a megfelelő időben a megfelelő helyen legyen, ezért
- gondoskodnak egy jól működő kommunikációs rendszerről, szállásról és ellátásról;
- gondoskodnak a megrendelt gyógyszerek és felszerelések beszerzéséről, azok szállításáról, elvámolásáról és raktározásáról;
- technikai felszereléseket, modern kommunikációs eszközöket installálnak;
- megtervezik a szállításokhoz szükséges útvonalat;
- felelősek a járműállomány karbantartásáért, szervizeléséért;
- ők veszik fel, képzik tovább és felügyelik a helyi nem-orvosi személyzetet;
- felelősek a projekt helyszínek (klinika, élelmiszer-elosztóhelyek stb.) üzemeltetéséért, karbantartásáért;
- jelentést tesznek a biztonsági intézkedésekről és a logisztikai tevékenységről.

Az orvosi személyzet mellett mérnökök, vízügyi szakemberek és pénzügyi szakemberek is dolgoznak.

### A projekt vége
Egy segélyakció befejezése is szigorú kritériumok alapján történik. A döntés alapja az önkéntesek heti jelentései, értékelései és kiegészítő információi. Ha a megbetegedések aránya a válság előtti értékhez közelít, a halálozási arány kevesebb, mint 1 fő/10 000 fő/nap, biztosítva van a folyamatos orvosi ellátás, az élelmiszerellátás, fedezve van a lakosság ivóvízigénye, és szavatolva van az emberek biztonsága, a küldetés sikeresnek bizonyult és befejeződhet. A projektet hivatalosan lezárják, a felszereléseket általában helyi intézményeknek adományozzák.
Bizonyos esetekben – például ha nem garantálható a dolgozók biztonsága – előfordul, hogy egy-egy projektet átmenetileg vagy véglegesen megszakítanak, az önkénteseket visszahívják.

## Egészségügyi ellátás

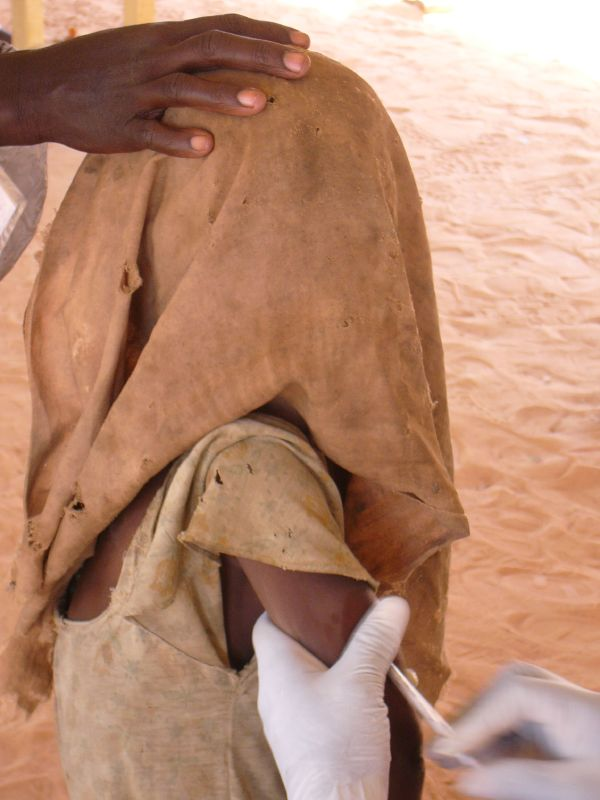
Csádi gyermek oltása

### Védőoltások
Az egészségügyi ellátáshoz tartozik oltási kampányok megszervezése és végrehajtása. Számos, egy fejlett országban ritkán előforduló betegség – mint például a diftéria, a kanyaró, az agyhártyagyulladás, a szamárköhögés, a sárgaláz, a gyermekbénulás vagy a kolera – jelenik meg egy katasztrófa sújtotta területen vagy egy sűrűn lakott menekülttáborban, amelynek kialakulását, illetve gyors terjedését védőoltásokkal lehet megelőzni vagy feltartóztatni. Egyes esetekben emberek százainak, sőt ezreinek kell nagyon rövid idő alatt oltást adni Amikor 2006 januárjában a Kongói Demokratikus Köztársaság második legnagyobb városában, Mbuji Mayiban kanyarójárvány tört ki, az Orvosok Határok Nélkül 10 nemzetközi és közel 500 helyi orvosa pár héten belül 550 000 öt éven aluli gyermek védőoltásáról gondoskodott.)

### AIDS
Az orvosi ellátás további részét képezi az AIDS kezelése, felügyelete és a nyilvánosság felvilágosítása a betegségről. Sok afrikai országban, ahol világviszonylatban legtöbb a HIV-fertőzöttek száma, az MSF kihelyezett állomásai biztosítják az egyetlen lehetőséget az AIDS kezelésére. Mivel nem áll rendelkezésre elegendő antiretrovirális gyógyszer, a szervezet felvilágosítást végez a lakosság körében a fertőzés elkerülésének, illetve megelőzésének módszereiről.

### Egészségügyi központok létrehozása
Az Orvosok Határok Nélkül sok országban segíti a helyi kórházakat: javítja a higiéniát, kiegészítő felszereléseket és gyógyszereket állít rendelkezésre, valamint támogatja a kórházak helyi személyzetének továbbképzését. Amennyiben a helyzet megköveteli, az MSF új szakklinikákat hoz létre járványbetegségek kezelésére vagy sebészeti beavatkozások végrehajtására. Bár ezeket a klinikákat külföldi szakemberek alapítják, a cél az, hogy megfelelő betanítás és továbbképzési intézkedések után az irányítást helyi dolgozók kezébe adják át.

### Készletrendszer
Akut katasztrófahelyzet esetén órák dönthetnek egy-egy emberéletről. Ilyen szituációban a lehető leggyorsabban kell eljuttatni a válságterületre megfelelő orvosságokat és felszereléseket. Az Orvosok Határok Nélkül hosszú éves tapasztalatok alapján egy készletrendszert (kit) fejlesztett ki. A különböző dobozok egy-egy speciális vészhelyzetre vannak összeállítva, illetve felszerelve: meghatározott gyógykészítményeket, orvosi eszközöket, sátrakat és ívóvíztartályokat tartalmaznak. Pontosan meghatározták, hogy egy kit hány embernek, mennyi időre elegendő (például egy menekültválság esetére összeállított kit 10 000 ember alapigényeinek ellátását biztosítja három hónapon keresztül).
A szervezet a különleges helyzetekre 150 különböző egységkészletet fejlesztett ki; a csomagok standardizálása lehetővé teszi a szükséges felszerelés gyors és pontos rendelkezésre állítását, az akció költségeinek kalkulálását, pontosan megtervezhető, hogy a szállításhoz milyen befogadóképességű szállítóeszközökre lesz szükség. Az elvámolt készletek logisztikai központokban (Európa, Kelet-Afrika – Nairobi, Közép-Amerika – Costa Rica) sorakoznak, ahol a szervezet dolgozói gondoskodnak a beszerzésről, a tárolásról és a szállításról.

### Statisztikák
Ahhoz, hogy a külvilágot és az illető országok kormányait egy humanitárius szükséghelyzet állapotáról pontosan tájékoztatni tudják, az önkéntesek a munkák során adatokat gyűjtenek. Az alultáplált gyerekek arányából határozzák meg a lakosságon belüli alultápláltság nagyságrendjét és döntik el, hogy szükség van-e élelmezési központok létrehozására. A halálozási ráták különböző típusait a helyzet súlyosságának felmérésére használják: egy jól bevált módszer a lakosságon belüli elhalálozások számának meghatározására a temetések felügyelete (temetőkben).
A kórházakban a betegségek gyakoriságáról gyűjtött adatok segítségével a szervezet nyomon tudja kísérni a járványok kialakulását, valamint oltóanyag- és más gyógyszerkészleteket tud elhelyezni az adott helyen.
Ilyen és hasonló statisztikák, több éves összesített adatok alapján lokalizálták az agyhártyagyulladásos-övezetet Afrikában a Szaharától délre (Száhel-övezet), mivel ott az agyhártyagyulladásos szezonban, decembertől júniusig, a világon a legtöbb meningitisz eset fordul elő.

## Élelmezés

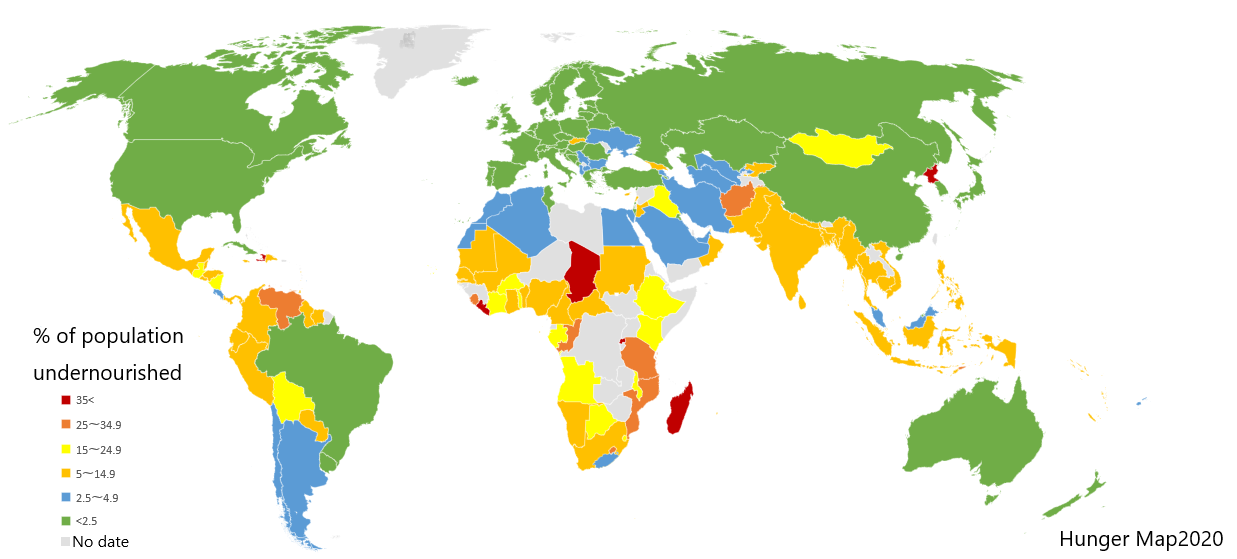
Az alultápláltak százalékos aránya, országonkénti bontásban

Gyakran előfordul, hogy azokon a területeken, ahol az Orvosok Határok Nélkül tevékenykedik, kisebb vagy nagyobb fokú alultápláltság uralkodik. Ez felléphet háború, aszály vagy rossz közigazgatás következtében, de háború idején akár szándékos éheztetést is alkalmaznak fegyverként. A szervezet az élelmezés szükségessége mellett felhívja az emberek figyelmét a mindenkori helyzetre és külföldi kormányok beavatkozását kéri. A súlyveszteség és a legyengült emberi – főleg – gyermekszervezet okozta fertőző és hasmenéses betegségeket gyógyszerekkel és megfelelő táplálkozással kell kezelni, hogy elkerüljék a további fertőzéseket és súlycsökkenést.
Olyan helyzetekben, amikor tápanyagdús élelmiszerekben hiány van, de nincs éhínség, a kisgyermekek között a fehérje-alultápláltság a leggyakrabban előforduló tünet. Az alultápláltság leggyakoribb formája csecsemőkorban az energiahiányos alultápláltság (marasmus), amely az immunrendszer súlyos, sok esetben végzetes legyengülésével jár. A kwashiorkor, a kalória- és fehérjehiány egy formája, az alultápláltság legveszélyesebb fajtája. Elsősorban csecsemőknél és kisgyerekeknél figyelhető meg, és rendkívül negatív hatása van a testi fejlődésre. Mindenfajta alultápláltság esetén bármilyen fertőzés fatális következményekkel járhat.
A marasmus és a kwashiorkor kezelésére két módszer van: a beteg kórházi kezelése egy terápiás élelmezési központban, vagy otthoni ápolása. A terápia alatt az alultápláltat egy tejalapú (F75, F100) speciális diéta lassú bevezetésével, valamint gyógyszerekkel kezelik. A kezelés két fázisból áll: az 1–2 napig tartó első fázis a páciens stabilizálására és az étvágy visszaállítására szolgál, amely során három óránként tejételt (F75) kínálnak. A második fázisban a másik fajta terápiás tej (F100) segítségével 2–4 hét alatt gyors súlynövekedéssel érik el a normális testsúlyt.

## Tiszta víz és higiénia
A tiszta víz a higiénia alapja; mint ivóvíz létfontosságú, fontos szerepe van az élelmezési programokban, ahol például gyógyászati száraztej és zabkása elkészítéséhez használják, valamint tiszta vízzel megelőzhető a különböző betegségek kialakulása és elterjedése. Ezért az Orvosok Határok Nélkül vízmérnöki ismeretekkel rendelkező önkénteseket küld az arra rászoruló helyekre, hogy ott víztisztító berendezéseket állítsanak fel, kutakat fúrjanak, illetve már meglevő kutakat helyrehozzanak. A víz tisztítása általában szűréssel és klóros kezeléssel történik.
A higiénia fontos része a segélyszervezet munkájának: a helyi egészségügyi alkalmazottak rendszeres felvilágosításban részesülnek a helyes sterilizációs eljárásokról, szennyvíztisztító berendezések létrehozásáról és a megfelelő hulladéktárolásról illetve feldolgozásról. A lakosságot is tájékoztatják a testi higiéniáról. A helyes szennyvíztisztítás és vízhigiénia a leghatékonyabb eszköz bizonyos járványos betegségek kialakulásának megakadályozására.

## Projektek
a teljesség igénye nélkül

### Szudán

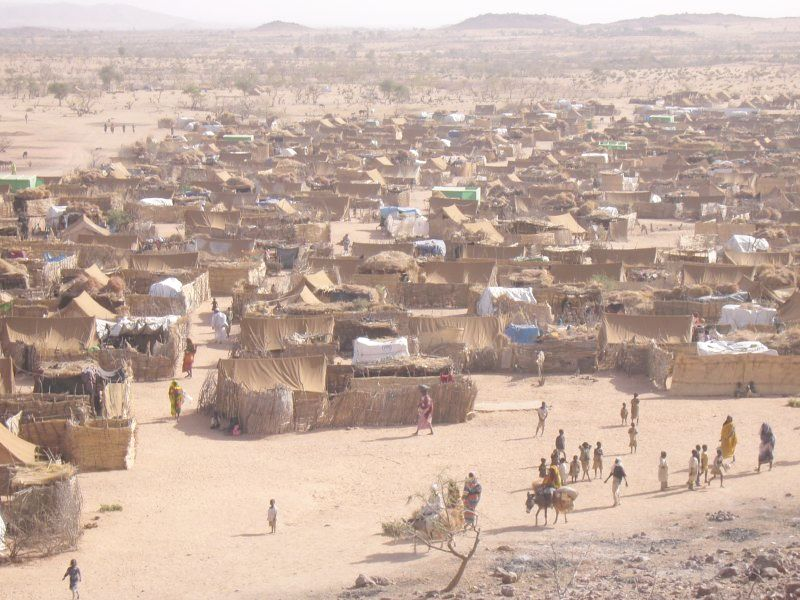
Menekülttábor Dárfúrban

1979-ben az MSF Szudán déli részére küldte önkénteseit, hogy az éhezéstől és a helyi polgárháború egyéb következményeitől szenvedő civil lakosságnak egészségügyi segítséget nyújtsanak és tiszta ivóvízről gondoskodjanak. A szervezet dolgozói többször tettek jelentést kínzásokról, tömeges kivégzésekről, súlyos éhínségről és kannibalizmusról.
1989-ben rakétával lőttek a „pilóták határok nélkül” egyik repülőgépére, amelynek következtében a szervezet két munkatársa is meghalt. Az Orvosok Határok Nélkül ekkor kivonta segítő egységeit Dél-Szudánból. Az azóta eltelt időben viszont továbbra is segítséget nyújtott a katasztrófa sújtotta országnak, annak ellenére, hogy állandóak a különböző etnikai csoportok közötti fegyveres összetűzések és hogy 2005 májusában két önkéntesüket (az angol Paul Foreman és a holland Vincent Hoedt projektkoordinátorokat) letartóztatták a szudáni állam ellen elkövetett bűncselekmény és kémkedés, továbbá hamis jelentések nyilvánosságra hozatalának vádjával. Az MSF többször is kérte a nyilvánosságot, hogy segítsen a szudáni helyzet javításán, de a szervezet saját megítélése szerint nem kap elegendő támogatást sem az Egyesült Államokból, sem Európából.

### Ruanda

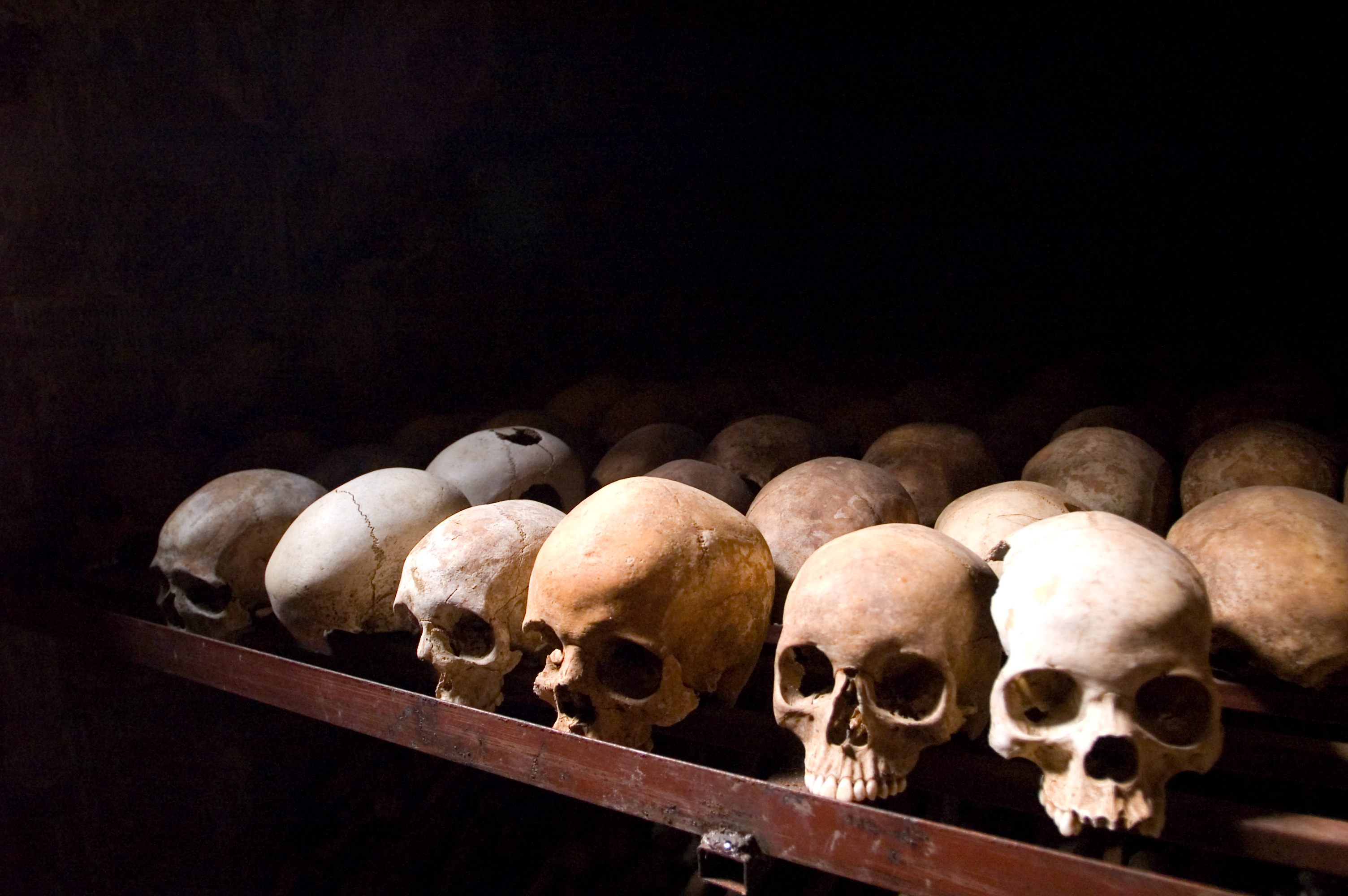
A ruandai népirtás áldozatainak koponyája a Nyamata emlékhelyen

Az 1994 áprilisában kezdődő ruandai népirtás kezdetekor az MSF ruandai önkénteseit a Nemzetközi Vöröskereszt ott tevékenykedő delegációjába kellett felvenni, hogy a hutu szélsőségesek fenyegetéseitől védjék őket. Az Orvosok Határok Nélkül dolgozói a Vöröskereszt emblémáját viselték és a Vöröskereszt szabályai szerint tevékenykedtek: az adott körülmények között csak így tudtak effektív védelmet biztosítani az MSF dolgozói részére. Az események megosztották a segélyszervezetet a humanitárius segítség semlegessége és a withnessing szerepe közötti egyensúly koncepciója területén. Ebben a segélyprogramban falakba ütközött az MSF emberi jogok védelmére irányuló törekvése. A két segélyszervezetnek annyit sikerült elérnie, hogy a ruandai Kigali legfontosabb kórházai működőképesek maradtak a genocídium legvéresebb szakaszában is.
Egy évvel később, miután az Orvosok Határok Nélkül nyilvánosan bírálta a kibehói mészárlást és a ruandai börtönök elfogadhatatlan állapotát, az MSF-t – 37 másik segélyszervezettel együtt – kiutasították az országból, annak ellenére, hogy az önkéntesek vállalták a Vöröskereszt szabályainak megfelelő semlegességet, mint legfőbb prioritást.
Miután a Vöröskereszt 56, az MSF közel 100 helyi dolgozóját veszítette el Ruandában, az Orvosok Határok Nélkül a francia szekció csoportjának az országból történő kivonása mellett döntött (a helyi munkaerő az országban maradt). Az MSF nyilvánosságra hozta a gyilkosságokat és a szervezet fennállása óta először katonai segítséget, a francia haderő beavatkozását követelte a népirtás megállítása érdekében. A médiában az „orvosok egyedül nem tudnak megakadályozni egy népirtást” szavakkal hívták fel a közvélemény figyelmét: egy hónappal később került sor a vitatott „Opération Turquoise” nevű akcióra. Franciaország kormánya 1994. június 22-én hozott döntést arról, hogy az ENSZ égisze alatt humanitárius akciót kezdeményez: az akció során egy biztonsági zónát hoztak létre, amely elsősorban a tuszik megtorlásai elől Zaire Kivu tartományába, illetve Tanzániába menekülő hutukat fogadott be. A menekültválság kezelése mellett a később kialakuló kolerajárvány, éhínség és a tömeges elhalálozás problémájának megoldására is szükség volt.

### Sierra Leone

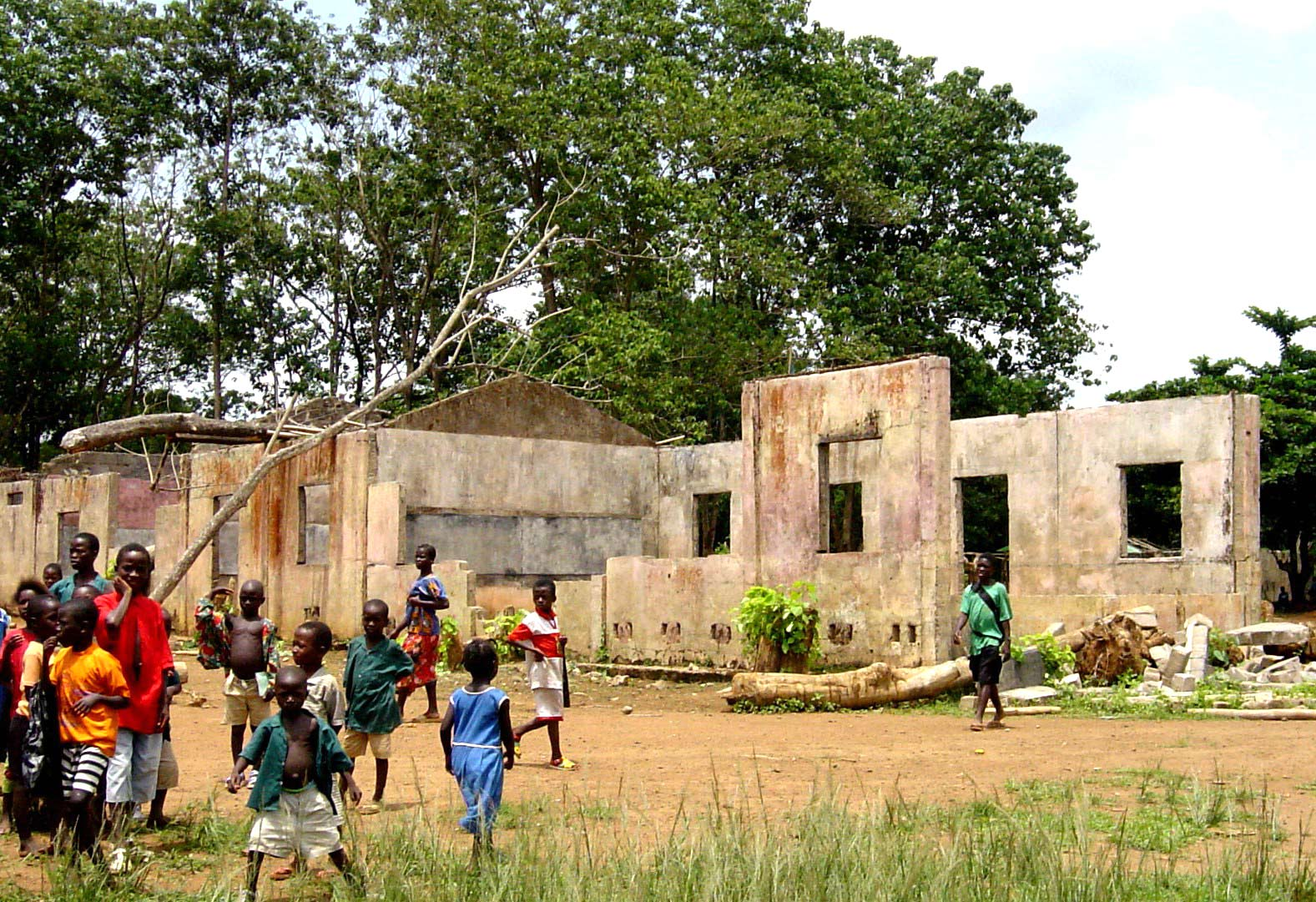
A sierra leonei polgárháború idején lerombolt iskola

Az 1990-es évek második felében az MSF legjelentősebb küldetése Sierra Leonéban volt, ahol 1991–2002 között polgárháborús viszonyok uralkodtak. 1998-ban, az összetűzések csúcspontján, egy önkéntes sebész-team Freetownba utazott, hogy segítséget nyújtson az ECOMOG-katonák (nyugat-afrikai békefenntartók) és a sierra leonei hadsereg közötti harcok sérültjeinek és a polgárháború további áldozatainak, a civil lakosságnak.
Az 1998 májusában nyilvánosságra hozott MSF-jelentés részletesen beszámol az ország keleti részében történt szörnyűségekről: a főleg fiatalokból álló Revolutionary United Front (Forradalmi Egyesült Front) fosztogató csoportjai vonultak végig az országon, az elfoglalt területek falvainak lakosait terrorizálva, az emberek végtagjait megcsonkítva, asszonyokat megerőszakolva, házakat lerombolva és a túlélőket arra kényszerítve, hogy elhagyják otthonaikat. Az Orvosok Határok Nélkül egyik hosszútávú projektje a polgárháború után az erőszakos amputációk következményeként fellépő fantomfájdalom kezelése volt.
Sierra Leonéban az ötévesnél fiatalabb gyerekeknél (és egyes régiókban a teljes lakosságot tekintve) az elhalálozás leggyakoribb oka a malária. 2007-ben az MSF önkéntesei több mint 100 000 malária-beteget kezeltek a különböző egészségügyi központokban. Az MSF önkéntesei a betegséget hatékony módszerekkel diagnosztizálják és kezelik: a diagnózishoz egy könnyen értelmezhető gyorstesztet használnak (mindenképpen előnyös olyan helyeken, ahol nincsen mikroszkóp). Mint a szervezet minden projektjében, a betegeket artemisinin-tartalmú kombinációs terápiával (Artemisinin-based combination therapy, ACT) kezelik, ami hatékonyabb, mint a korábban használatos gyógykészítmények, amik ellen már ellenállóvá váltak a malária-élősködők. A megelőzés érdekében moszkitóhálókat osztanak a lakosságnak.
Bo város közelében az MSF egy kórházat üzemeltet (Gondama), ahol elsősorban gyerekek gyógyításával, anyák és gyermekek ellátásával foglalkoznak, és egy élelmezési központot tartanak fenn. 2007-ben egy új műtőhelységet avattak fel, ahol lehetőség nyílik sebészeti, szülést segítő beavatkozások (császármetszés) végrehajtására.
Világviszonylatban Sierra Leonéban az egyik legmagasabb az anya- és gyermekhalálozások aránya. A kihelyezett klinikákon az MSF kizárólag nőkből álló orvosi személyzete speciális fogadóórákat tart terhes anyák részére, segít a születés előtti és utáni ellátásban, családtervezésben, valamint nemi erőszak áldozatainak orvosi és pszichológiai kezelésében.
2007 márciusában egy ambuláns élelmezési projekt indult, amely lehetővé tette sok gyermek ellátását: a gyerekek hetenként orvosi szűrésen vettek részt és élelmiszercsomagot kaptak.

### Afganisztán
Az Orvosok Határok Nélkül az 1990-es évek óta nyújt segítséget Afganisztánban – függetlenül attól, hogy melyik politikai párt vezetése vagy katonai hatalom uralma alatt áll az ország. A szervezet elsősorban kórházak és klinikák felállításával próbált segíteni a rászorulóknak. A tálibok egy törvénye tiltja a nők kabuli kórházakban történő kezelését. Mivel az MSF része a főváros egészségügyi struktúrájának, jelentést írtak a rezsim diszkriminatív egészségügyi politikájáról és annak katasztrofális következményeiről.
A tálibok vádja, miszerint az Orvosok Határok Nélkül és hasonló segélyszervezetek amerikai érdekeket képviselnek, alaptalan, hiszen a szervezet egyik legfontosabb alapelve a humanitárius segítség és a politikai érdekek egyértelmű szétválasztása. Ennek ellenére a tálib haderők támadásai őket sem kímélték.
1990-ben Afganisztánban meggyilkoltak egy logisztikust, amelynek következtében az MSF rövid időre megszakította tevékenységét az országban.
A 2001. szeptember 11-ei terrortámadás után a szervezet biztonsági okokból kivonta nemzetközi személyzetét a tálibok által ellenőrzött területekről, de az afgán alkalmazottak a helyszínen maradtak és a lakosságnak életmentő segítséget nyújtottak.
2001 októberében kifosztották a szervezet néhány irodáját és raktárát. A Mazar-I-Sharif és Kandahar városokban raktározott segélyek nélkülözhetetlenek voltak az orvosi és élelmezési projektekhez: a fosztogatás következtében az ország hat régiójában segítség nélkül maradtak a rászorulók.
2002. márciusában súlyos földrengés pusztított Afganisztán északkeleti tartományában, Baghlanban. Az Orvosok Határok Nélkül több nemzetközi és nemzeti munkatársat küldött a földrengés sújtotta területre, ahol sátrakat állítottak fel a sebesültek ellátására, a súlyos sérülteket pedig a taloqani és a pol-i-khumri-i kórházba szállították, ahol az ellátás szintén az MSF orvosainak segítségével történt.
2004. július 28-án az Orvosok Határok Nélkül újból felfüggesztette afganisztáni tevékenységét azt követően, hogy 2004. június 2-án öt munkatársukat megölték egy fegyveres támadásban az ország északnyugati részén. A szervezet három külföldi állampolgárságú önkéntese – Helene de Beir projektkoordinátor Belgiumból, Willem Kwint logisztikus Hollandiából és Egil Tynæs orvos Norvégiából – és két afgán alkalmazottja (Fasil Ahmad tolmács és Besmillah sofőr) egy gépkocsijuk ellen elkövetett rajtaütésnek esett áldozatául Bádgesz tartományban (Khairkhana), egy ritkán lakott területen.
Az öt önkéntes meggyilkolásáig a segélyszervezet 80 nemzetközi és 1400 afgán dolgozója tevékenykedett az ország 13 térségében. A programok keretében alap egészségügyi ellátást és a nők egészségének javítását biztosították, valamint elindítottak egy gümőkór-projektet. A tálibok vádjai és fenyegetései lehetetlenné tették az afgán lakosság további támogatását. A segélyszervezet kivonulása előtt a projekteket az afgán egészségügyi minisztériumnak és más szerveknek adták át.

## Az önkéntesekre leselkedő veszélyek
Az önkéntesek tudatában vannak a veszélyeknek: amellett, hogy olykor lövés, aknarobbanás vagy fertőző betegségek áldozataivá válnak, megesik, hogy politikai támadás célpontjai lesznek és elrabolják őket. Előfordul, hogy a humanitárius segélyszervezet polgárháború sújtotta országokban nyújt segítséget, ahol fennáll a veszélye annak, hogy az „ellenség segítőinek” tekintik őket, amennyiben a konfliktusban részvevő felek közül csak az egyiknek segítenek.
A terrorizmus elleni harc is megnehezíti az Orvosok Határok Nélkül működését olyan országokban, ahol amerikai csapatok állomásoznak: az MSF nem kormányszervezet, gyakran mégis azzal gyanúsítják, hogy a „coalition of the willing”-gel áll szövetségben, sőt nekik dolgozik. Miután az USA „humanitárius akciónak” nevezte katonai közbenjárását, számos segélyszervezet kénytelen volt feladni kihelyezett állomásait és visszahívni munkatársait. Mióta az Egyesült Államok bevonult Afganisztánba és Irakba, egyes városok biztonsága folyamatosan rosszabb lett.